# Tragopogon elatior
Tragopogon elatior là một loài thực vật có hoa trong họ Cúc. Loài này được Steven miêu tả khoa học đầu tiên năm 1856.